# Paolo Gasparini
Paolo Gasparini (Salerno, 12 giugno 1968) è un attore italiano.
È conosciuto per aver interpretato il brigadiere Michele Banti nella serie tv Il maresciallo Rocca.

## Biografia
Debutta come attore cinematografico nel 1995 prendendo parte al film Uomini uomini uomini, diretto da Christian De Sica.
In seguito lavora come attore per fiction, in particolare recitando nel ruolo del brigadiere Banti in Il maresciallo Rocca, ruolo che svolge per tutte le sei stagioni della serie. Nel 1998 recita a fianco di Raffaella Carrà nella miniserie Mamma per caso. Nel 1999 recita in Commesse, prestando il volto a Marco, marito fedifrago e violento di Lucia. Prende poi parte anche alla seconda stagione.
Nel 2002 interpreta l'arcivescovo Loris Francesco Capovilla nel film Papa Giovanni - Ioannes XXIII. Dal 2004 è Diego Velandri in La stagione dei delitti.
In seguito lavora ancora al cinema nelle pellicole Billo - Il grand Dakhaar (2007) e Piede di Dio (2009).
Ha partecipato anche a tre episodi di Don Matteo, facendo sempre la parte dell'assassino.
Svolge anche l'attività di attore teatrale.
Nel 2016 divenne noto per essere stato il protagonista di uno spot pubblicitario creato per una produzione inglese. Nel video, che dura poco più di 20 secondi, egli interpreta un giornalista italiano inviato a Londra per seguire il trasferimento di Pato al Chelsea, chiaramente infastidito dalla presenza di un uomo che lo provocava con il gonfiabile di una banana, finendo per essere aggredito con l'omonimo oggetto. Per via del fatto che in molti credettero che il filmato fosse reale, fu lo stesso Gasparini a dichiarare di essere soltanto una pubblicità.

## Filmografia

### Cinema
- Uomini uomini uomini, regia di Christian De Sica (1995)
- Billo - Il grand Dakhaar, regia di Laura Muscardin (2007)
- Piede di Dio, regia di Luigi Sardiello (2009)
- Buongiorno papà, regia di Edoardo Leo (2013)
- Regalo a sorpresa, regia di Fabrizio Casini (2013)
- War Machine, regia di David Michôd (2017)
- Attraverso i miei occhi (The Art of Racing in the Rain), regia di Simon Curtis (2019)
- Mindemic, regia di Giovanni Basso (2022)
- Diabolik - Ginko all'attacco!, regia dei Manetti Bros. (2022)
- Diabolik - Chi sei?, regia dei Manetti Bros. (2023)

### Televisione
- Il maresciallo Rocca, Raiuno (1996-2008)
- Mamma per caso, Raiuno (1998)
- Cronaca nera, episodio La rapina, Raidue (1998)
- Tutti gli uomini sono uguali, Italia 1 (1998)
- Commesse, Raiuno (1999)
- Non lasciamoci più, Raiuno (1999)
- Distretto di Polizia – serie TV, episodi 1x09-4x08 (2000, 2003)
- La squadra, episodio 2x16, Raitre (2001)
- Papa Giovanni - Ioannes XXIII, nel ruolo di Loris Francesco Capovilla, Raiuno (2002)
- Sospetti 2, Raiuno (2003)
- Un papà quasi perfetto, Raiuno (2003)
- La tassista, episodio Un giorno di pioggia, Raiuno (2004)
- Amiche, Raidue (2004)
- La stagione dei delitti, Raidue (2004-2007)
- Don Matteo 5, episodio Falsa partenza, Raiuno (2006)
- Il maresciallo Rocca e l'amico d'infanzia, Raiuno (2008)
- Don Matteo 7, episodio Orma d'orso, Raiuno (2009)
- Il commissario Montalbano, episodio L'età del dubbio, Raiuno (2011)
- Il commissario Manara, episodio L'addio di Lara, Raiuno (2011)
- I Cesaroni 5, episodio Mai al tappeto, Canale 5 (2012)
- Un posto al sole, Raitre (2012)
- Il tredicesimo apostolo, episodio 1x08 La scelta - serie TV, regia Alexis Sweet (2012)
- Don Matteo 10, episodio L'amico ritrovato, Raiuno (2016)
- Una pallottola nel cuore 2, episodio Lettere dal passato, Raiuno (2016)
- Ultimo - L'occhio del falco, 5 episodi, Canale 5 (2013)
- ZeroZeroZero, Sky Atlantic (2020)
- FBI: International, episodio Andiamo! (2024)

## Doppiaggio

### Cinema
- John Diehl in Testimone involontario
- David Denman in Out Cold
- Dean Andrews in Paul, Mick e gli altri

### Televisione
- Sean Pertwee in You
- Teddy Sears in American Crime Story[2]
- Anthony Cotton in Queer as Folk

### Cartoni animati
- Presentatore TV/Voce della sigla in Leone il cane fifone[3]
- Michael Korvac in Avengers - I più potenti eroi della Terra[4]